# موجة الحر في المملكة المتحدة 2022
موجات الحر في المملكة المتحدة 2022 هي فترات طقس حارة غير اعتياديه في المملكة المتحدة وصلت ذروتها بين 17 و19 يوليو، وارتفعت درجة الحرارة إلى أكثر من 40 °م (104 °ف).

## طالع أيضًا
- موجة الحر في أوروبا 2022
- التغير المناخي في أوروبا